# جونزالو فرنانديز
جونزالو فرنانديز (بالإسبانية: Gonzalo Fernández)‏ (و. 1952  م) هو دبلوماسي، ومحامي، وأستاذ متفرغ أوروغوياني، ولد في مونتفيدو.

## مناصب
تولى منصب وزير الشؤون الخارجية ‏
.

## التعليم
تعلم في جامعة الجمهورية
.